# جائزة البردة
قالب:مقالة مدعومة بمصادر
جائزة البُردة هي جائزة ثقافية دولية تُمنح سنويًا لتكريم الإبداع في الفنون الإسلامية، وتشرف عليها وزارة الثقافة والشباب في الإمارات العربية المتحدة. أُطلقت الجائزة عام 2004 بمناسبة المولد النبوي، وتستمد اسمها من قصيدة "البُردة" للإمام البوصيري، وهي واحدة من أبرز مبادرات دعم الفنون الإسلامية المعاصرة على مستوى العالم.

## الخلفية والأهداف
انطلقت الجائزة بهدف دعم المبدعين في مجالات الفنون الإسلامية، وتعزيز الهوية الثقافية، وإبراز الجماليات المستمدة من التراث الإسلامي في قوالب معاصرة. وتهدف الجائزة إلى تقديم الفن الإسلامي بوصفه جزءًا من الحوار الثقافي العالمي، وتعزيز التفاهم الإنساني عبر الفنون.

## الفئات
تضم الجائزة فروعًا وفئات متعددة، وهي تتطور باستمرار لتواكب المستجدات في التعبير الفني. وتنقسم كما يلي:
- الشعر العربي:
  - الفصيح (عمودي أو تفعيلة)، النبطي، والشعر الحر.

- الخط العربي:
  - الخط الكلاسيكي، الخط المعاصر، وتصميم الخط الطباعي (Typography).

- الزخرفة الإسلامية:
  - الزخرفة التقليدية والمعاصرة، بما يعكس روح العمارة الإسلامية والأنماط البصرية.

- الفنون البصرية:
  - تشمل الرسم، الفن الرقمي، التصوير، وفنون الوسائط.

- تصميم الأزياء والمنسوجات:
  - فئة حديثة تركز على الأزياء المستوحاة من الهوية الإسلامية.

### فئات مستحدثة
في دورة 16 (2021)، أُضيفت فئة الخطوط الطباعية العربية إلى فئات الخط العربي، بهدف تطوير الكتابة العربية في التصميم الحديث.

## المشاركة والطابع الدولي
تستقطب الجائزة مشاركات من أكثر من 30 دولة سنويًا. وتُقام فعالياتها ضمن "ملتقى البُردة الدولي"، الذي يتضمن معارض وورش عمل وندوات فكرية، ويشكّل منصة للحوار الثقافي حول الفنون الإسلامية.

## الجوائز والفائزون
تمنح الجائزة مكافآت مالية للفائزين في كل فئة، وتُقيّم الأعمال من قبل لجان تحكيم دولية. وقد فاز بها فنانون من دول مثل مصر، تركيا، إيران، السعودية، العراق، والمغرب.

## أثر الجائزة
ساهمت الجائزة في إحياء الفنون الإسلامية، ووفرت للفنانين منصة عالمية لعرض أعمالهم، وساهمت في نقل الفنون الإسلامية من القوالب التقليدية إلى فضاءات أكثر تنوعًا وتفاعلية.

## الجوائز المصاحبة
تقدم "جائزة البُردة" أيضًا:
- منحة البُردة البحثية: لدعم البحث الأكاديمي في مجالات الفن الإسلامي.[9]

- ملتقى البُردة الدولي: فعالية سنوية لعرض الأعمال وإقامة الحوار الفني والثقافي.

## وصلات خارجية
- الموقع الرسمي لجائزة البُردة
- burda.ae على إنستغرام